# الإتقان في علوم القرآن
الإتقان في علوم القرآن هو كتاب من تأليف جلال الدين السيوطي (المتوفي سنة: 911هـ)، ويعد الكتاب من أشهر ما ألف في علوم القرآن قديماً وحديثاً، وأكثرها فائدة، وأوسعها مادة.

## نبذه عن الكتاب

### القيمة العلمية للكتاب
تتضح القيمة للكتاب من:
- إضافات السيوطي في علوم القرآن، ومنها: (الأرضي والسمائي، مانزل من القرآن على لسان بعض الصحابة، ما أنزل منه على بعض الأنبياء، ومالم ينزل منه على أحد قبل النبي صلى الله عليه وسلم. وإضافات السيوطي الجديدة إلى ما في البرهان: وهي الصيفي والشتائي، والفراشي والنومي، وما نزل مفرقا وما نزل جمعا، ومعرفة العالي والنازل من أسانيده، وعرفة المشهور والآحاد والموضوع والمدرج، وفي الإدغام والإظهار والإخفاء والإقلاب، وفيما وقع في القرآن من الأسماء والكنى. و علوم القرآن التي أصلُها في البرهان، وهي تعتبر إضافات تفريعية إلى الأنواع التي ذكرها الزركشي في البرهان، مثل: الحضر والسفري، والنهاري والليلي. وإضافات مسائل وقضايا جديدة في بعض المباحث التي ذكرها الزركشي، وتعتبر هذه المسائل إضافات مهمة في المباحث التي ذكرت فيها وجملتها (150) مسألة.
- وقفاته التقويمية: ظهر للسيوطي وقفات تقويمية أثناء عرضه لبعض القضايا والمسائل، ومن ذلك: إحكامه الضابط في سبب النزول، وما خرج بهذا الضابط من أسباب، إلى غير ذلك من المسائل.
- اختياراته: عرف عن السيوطي في كتبه الولع بجمع الأقوال، وبالنسبة لاختياراته فقد نحت منحيين:
  - الأول: ما أبدى فيه رأيه في ثنايا الإتقان، كقضية الموحى به إلى الرسول صلى الله عليه وسلم، والمعرّب.
  - الثاني: ما أبدى فيه رأيه في غير الإتقان، مثل معنى نزول القرآن على سبعة أحرف، فقد أبدى رأيه في شرحه لسنن النسائي.
- قيمة مصادر الإتقان:

بلغت مصادر الإتقان (50) مصدرا على وجه الإجمال وشملت أحد عشر علما:
في التفسير وعلوم القرآن والعقيدة، والفقه والأصول والسيرة، والزهد والسلوك، واللغة والتراجم العامة والخاصة، والفنون العامة. وقد نقل من بعض الكتب التي بخط مؤلفيها كجمال القراء للسخاوي، ومختصر المستدرك للذهبي.
وتبدو القيمة العلمية لهذه المصادر من :
- حفظ نصوص كثيرة من كتب مفقودة للفريابي.
- إمكانية أخذ تصور عن بعض الكتب المفقودة، فقد نقل عن كتاب المصاحف لابن أشتة (42) نصا.
- إضافة نصوص ناقصة إلى كتب مطبوعة، فقد نقل السيوطي مثلا أربعة أقوال للشافعي في قوله (وأحل الله البيع..) والذي في تفسير الماوردي إنما هي ثلاثة أقوال فقط مع نقص في الثالث.

### خصائص كتاب الإتقان
إجادته في بعض أنواع علوم القرآن، كعامه وخاصه، وطبقات المفسرين، اهتمامه بالمسائل المهمة، والإعراض في الغالب عن الأمور التي لا يُرى طائل تحتها. وانتقاده لبعض الأقوال التي حكاها في كتابه، بسبب ضعف القول أو لأنه لا مستند له، أو لقصور في القول، وتصدّر كثيرا من المباحث بأهم المصنفات في النوع المندرج تحته، ولقد يسّر السيوطي بما جمعه سبل البحث والدراسة، كونه جمع مادة علمية يصعب على الكثير الاطلاع عليها في مظانها. ويعد الإتقان من أمهات الكتب المعتمد عليها في الدراسات القرآنية. وبهذا فقد استطاع السيوطي في كثير من أنواع علوم القرآن تلخيص كلام أهل العلم بعبارة سهلة واضحة.

#### منهج السيوطي في تأليف الإتقان
- اتسم منهج السيوطي بظاهرة التلخيص والاختصار في معظم مباحثه، ويؤكد هذه الظاهرة حبه لاستيعاب الأقوال في تأليفه، ولكونه جعل الإتقان مقدمة لتفسيره الكبير (مجمع البحرين) فلم يتأنق في تحبيره كما فعل في غيره من الكتب.
- ويقابل هذه الظاهرة أسلوب النقل المجرد، كصنيعه في نوع إعجاز القرآن فقد سرد فيه (17) قولا دون تعليق، ومع ذلك فقد ظهرت مواقف تدل على ترويه وتأنيه.
- ويلحظ على السيوطي كثرة تكرار المباحث المتشابهة في مؤلفاته المتعددة – وهي صفة عند الكثيرين – فقد كرر مباحث من الإتقان في (معترك الأقران).
- ومن منهجه أنه يضيف إلى الإتقان ما ظهر له لاحقا أو توصل إليه من معلومات لم يكن أضافها سابقا.
- ومن منهجه مراعاة التناسب في ارتباط بعض الأنواع ببعض.
- وقد يظهر من منهج السيوطي (أحينا) ترك وفاء المسألة حقها.
- ومن منهجه أنه يسوق كلام بعض المصنفين بأسانيدهم، ويذكر أقوال غير الشافعية في المسائل التكليفية التي ينبني عليها عمل.
- استشهاده ببعض الأبيات الشعرية التي فيها شاهد لقوله.
- عزو الأحاديث والآثار التي ينقلها – غالبا – من مجاميع السنة والأجزاء الحديثية.
- ومن منهجه أنه يوافق الزركشي في ذكر مسألة بعينها لكنه يخالفه في المصدر الذي نقل منه فقد ينقل الزركشي مسألة من كتاب الداني، ثم يذكر السيوطي نفس المسألة لكنه ينقلها من المصاحف لبن أبي داود.
- أحيانا ينقل من البرهان دون ذكر اسم الكتاب أو مؤلفه ويكتفي بعبارة: (قال بعضهم) أو (وقال آخرون) وقد ورد ذلك في (60) موضعا، وقد صرح باسم الزركشي أو بكتابه في (43) موضعا.
- أحيانا ينقل عن الزركشي في موضع بلا تصريح ثم ينقل عنه كلاما في نفس الموضوع بذكر اسمه، فقد نقل عنه في تعريف التفسير بذكر عبارة (قال بعضهم) ثم نقل بعد ذلك تعريفا آخر للتفسير ذكره الزركشي في مقدمة البرهان وصرح باسمه.
- ومن الكتب التي نقل منها الزركشي نصوصا: (المرشد الوجيز، النشر, عروس الأفراح لبهاء الدين السبكي، البرهان, مغني اللبيب، فتح الباري), ومعظم ما ينقله بالمعنى، فإذا نقله بنصه عقبه بقول: (انتهى), وحين ينقل بالمعنى فقد يقع بتر في عبارته تغير المعنى المراد.

## طبعات كتاب الإتقان
- طبعة المطبعة المعمدانية بالهند (10) مجلدات سنة (1271)هـ.
- القاهرة: طبعة عثمان عبد الرزاق سنة (1279 هـ).
- القاهرة المطبعة الموسوية سنة (1278هـ).
- المطبعة الميمنية في القاهرة سنة (1317هـ)
- المطبعة الأزهرية بالقاهرة سنة (1317هـ)
- طبعة مكتبة محمود توفيق بالقاهرة سنة (1360 هـ).
- طبعة المكتبة التجارية الكبرى بمطبعة حجازي بالقاهرة عام ( 1368هـ)
- طبعة مصطفى البابي الحلبي عام ( 1370هـ )
- طبعة مكتبة المشهد الحسيني بالقاهرة عام (1387 هـ).
- طبعة دار إحياء العلوم ببيروت ومكتبة المعارف بالرياض عام (1407هـ ) ت: محمد شريف سكر ومصطفى القصاص.
- طبعة دار ابن كثير بدمشق عام (1407هـ) ت: مصطفى ديب البغا.
- طبعة دار الكتاب العربي تحقيق فواز زمرلي عام ( 1419هـ)